# Relief votif à Dionysos

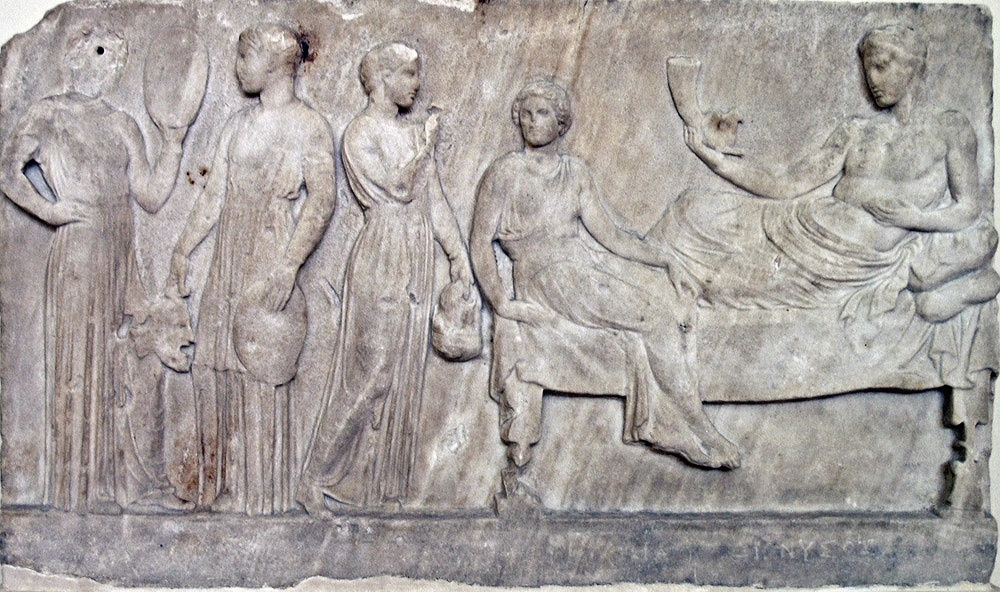
Relief votif à Dionysos, peut-être à l'occasion de la représentation des Bacchantes d'Euripide.

Le relief votif à Dionysos (ou relief des acteurs, ou relief des comédiens) conservé au Musée national archéologique d'Athènes (Inv. 1500) est un panneau de marbre sculpté en bas-relief trouvé au Pirée, appartenant à la période classique de la sculpture grecque antique (fin du -Ve siècle, vers -410/-400).

## Description
Le panneau horizontal mesure 0,93 m × 0,55 m.
La composition est très simple, sans recherche architecturale particulière. Dédié à Dionysos, le relief représente un groupe d’acteurs, peut-être après une représentation des Bacchantes d’Euripide (-405).
Le dieu, allongé sur un lit de banquet (κλίνη) et tenant un rhyton et une phiale, accueille trois acteurs. Au pied de la couche se tient assise une figure féminine, probablement une Muse, tournée vers un homme qui tient un masque de théâtre dans la main gauche. Deux autres acteurs sont présents, l'un tenant un tympanon (tambour) et l'autre à la fois un masque barbu et un tympanon. Tous trois portent une tunique (chitôn) à manches longues, vêtement distinctif du théâtre grec antique.
Des traces d’inscription sont préservées, provenant probablement d'une seconde utilisation du relief.

## Sources
- Νικόλαος Καλτσάς / Nikolaos Kaltsas, Εθνικό Αρχαιολογικό Μουσείο, ΟΛΚΟΣ, Αthènes, 2007.  (ISBN 978-960-89339-1-0)

- Σέμνη Καρούζου / Semni Karouzou, Εθνικόν Αρχαιολογικόν Μουσείον, Συλλογή Γλυπτών, ΥΠΠΕ -Γενική Δνση Αρχαιοτήτων και Αναστηλώσεως, Αthènes, 1967, p. 55

- Semni Karouzou, Guide illustré du musée national, Ekdotiki Athenon, 1978, p. 62

| Objet | Description | Origine et datation |
| ----- | --- | ------------------- |
| 1500  | Relief votif à Dionysos, peut-être à l'occasion de la représentation des Bacchantes d’Euripide. Musée national archéologique d'Athènes | Le Pirée vers -410  |